# Hessengau
Le Hessegau est le nom d'une ancienne région historique de l'Allemagne située entre Beverungen et Marbourg au nord et Bad Hersfeld au sud.

## Histoire
Le nom signifie district des Hessois, peuple qui y habitait. Gouverné par les comtes palatins de Saxe, le Hessengau est ensuite incorporé dans la Saxe par les ducs de la maison de Wettin. 